# Bergtjärnen (Skellefteå socken, Västerbotten, 719838-171643)
Bergtjärnen är en sjö i Skellefteå kommun i Västerbotten och ingår i Skellefteälvens huvudavrinningsområde. Sjön har en area på 0,0529 kvadratkilometer och ligger 219,8 meter över havet. Sjön avvattnas av vattendraget Bjurån (Stöverån).

## Delavrinningsområde
Bergtjärnen ingår i det delavrinningsområde (719196-173423) som SMHI kallar för Ovan Bjurån. Medelhöjden är 135 meter över havet och ytan är 47,72 kvadratkilometer. Det finns inga avrinningsområden uppströms utan avrinningsområdet är högsta punkten. Bjurån (Stöverån) som avvattnar avrinningsområdet har biflödesordning 2, vilket innebär att vattnet flödar genom totalt 2 vattendrag innan det når havet efter 25 kilometer. Avrinningsområdet består mestadels av skog (70 procent) och jordbruk (11 procent). Avrinningsområdet har 0,05 kvadratkilometer vattenytor vilket ger det en sjöprocent på 0,1 procent. Bebyggelsen i området täcker en yta av 0,29 kvadratkilometer eller 1 procent av avrinningsområdet.